# Pavlovské vrchy
Pavlovské vrchy, hovorově Pálava (německy Pollauer Berge, všechny názvy odvozeny od obce Pavlov, německy Pollau) jsou vápencové pohoří v Česku, které tvoří vyšší západní část Mikulovské vrchoviny. Nachází se na samém jihu Moravy a táhnou se od ohbí Dyje (Věstonická brána) dvacet kilometrů na jih okolo Mikulova až ke státním hranicím s Rakouskem. Přestože nedosahují velké absolutní výšky (Děvín 550 m n. m.), vystupují monumentálně nad okolní nížinu a tvoří přírodní dominantu jihu Moravy.
Vápenec, ze kterého se hřeben skládá, vznikl v druhohorním moři a posléze byl vyzvednut do výše alpínským vrásněním. Díky zachovalosti původní krajiny a různě exponovaným stanovištím na vápencích se v oblasti vyskytuje množství velmi vzácných živočichů a rostlin, zejména sucho- a teplomilných. Proto jsou vrchy (hlavní) součástí CHKO Pálava, která tvoří severozápadní část Biosférické rezervace Dolní Morava UNESCO.
Oblast je nepřetržitě obývána po desítky tisíc let, o čemž svědčí mnoho archeologických nálezů (lovci mamutů, hradiště, především v Dolních Věstonicích). Na území Pavlovských vrchů se nachází několik přírodních rezervací ochraňujících zdejší velmi cenné území. Na dvou výšinách se tyčí středověké hradní zříceniny (Děvičky a Sirotčí hrádek), na jižním úbočí se rozkládá malebné historické město Mikulov. Kromě něj se ve vrších nachází obec Klentnice a po okrajích Bavory, Perná, Horní Věstonice, Dolní Věstonice a Pavlov.

## Geomorfologie
Pavlovské vrchy leží v nejzápadnější části Karpat a skládají se z těchto částí (řazeno od severu na jih):
- masiv Děvín, na jehož nejvyšším bodě (550 m) se nachází vysílač, na jeho nižším vrcholu (428 m) pak hrad Děvičky
- sedlo Soutěska, oddělující Děvín od Kotle
- masiv Kotel, který zahrnuje vrcholy Obora (483 m) se zříceninou Nového hradu a Pálava (462 m)
- Stolová hora (459 m), na jejímž nižším vrcholu (425 m) se nachází Sirotčí hrádek
- vápencové výchozy Kočičí skála (362 m) a Kočičí kámen (352 m)
- Turold, vrch (385 m) na severním okraji Mikulova, pod horou se nachází jediná veřejnosti přístupná jeskyně v této oblasti - Na Turoldu
- Svatý kopeček (363 m) východně nad Mikulovem, poutní místo
- Šibeničník, nízký vrch (238 m) v pohraničním úvalu mezi Českem a Rakouskem

Pavlovské vrchy jsou součástí Vnějších Západních Karpat. Geologicky navazujícími pohořími jsou na severovýchodě Ždánický les a na jihu (v Rakousku) tzv. Dolnorakouské pásmo ostrovních hor, resp. Weinviertelská pahorkatina. Přesah Pavlovských vrchů do Rakouska je sporný, podle některých zdrojů končí jednotka (přirozeně) právě korytem hraničního potoka, příp. do ní nepatří už ani Šibeničník.

## Doprava
Přes Pavlovské vrchy vedou silnice III. třídy č. 42120 a 42121, okrajově pak silnice II/420, II/421, I/40, I/52 a III/42117. Železnice vede pouze jižním okrajem území přes Mikulov (trať Břeclav–Znojmo).
V ose pohoří vede červená turistická značka (Svatojakubská cesta Moravskoslezská) propojující nejvýznamnější lokality. Z ní se odpojují místní turistické trasy jiných barev. Nacházejí se zde také naučné stezky Archeostezka Dolní Věstonice – Pavlov, Děvín, Vinařská NS Mikulov a Svatý kopeček v Mikulově.

## Galerie

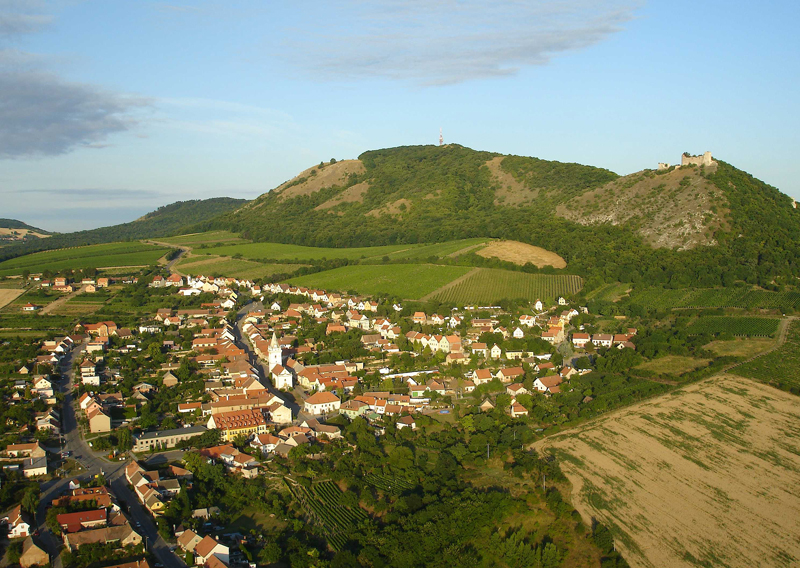
Masiv Děvína z východní strany, v popředí Pavlov
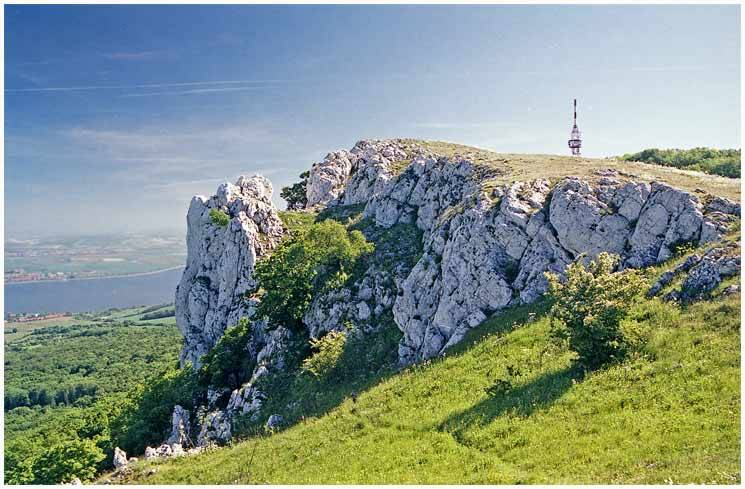
Vápencová bradla na západním úbočí Děvína
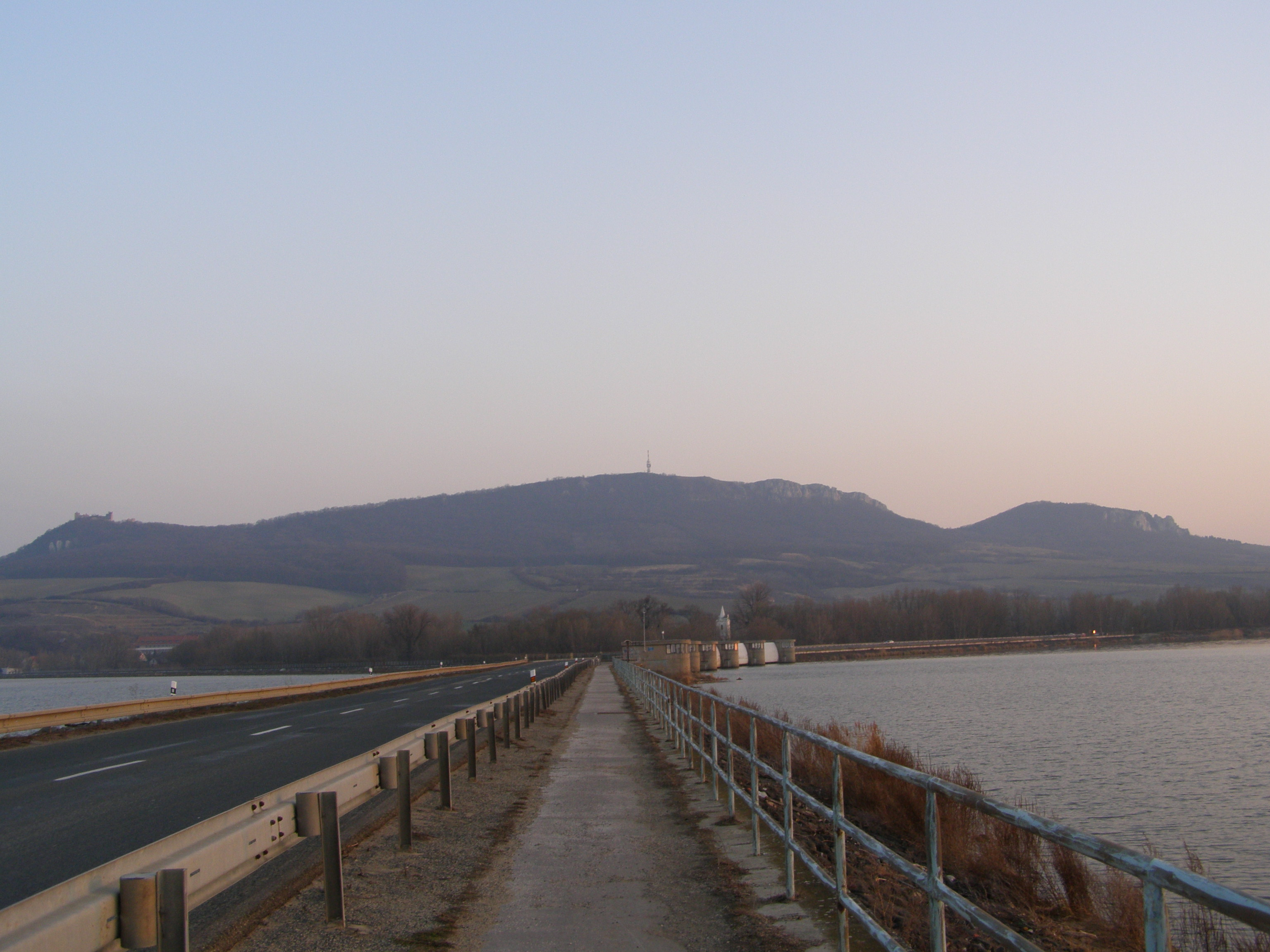
Masív Děvína a Kotle, pohled z hráze Věstonické nádrže
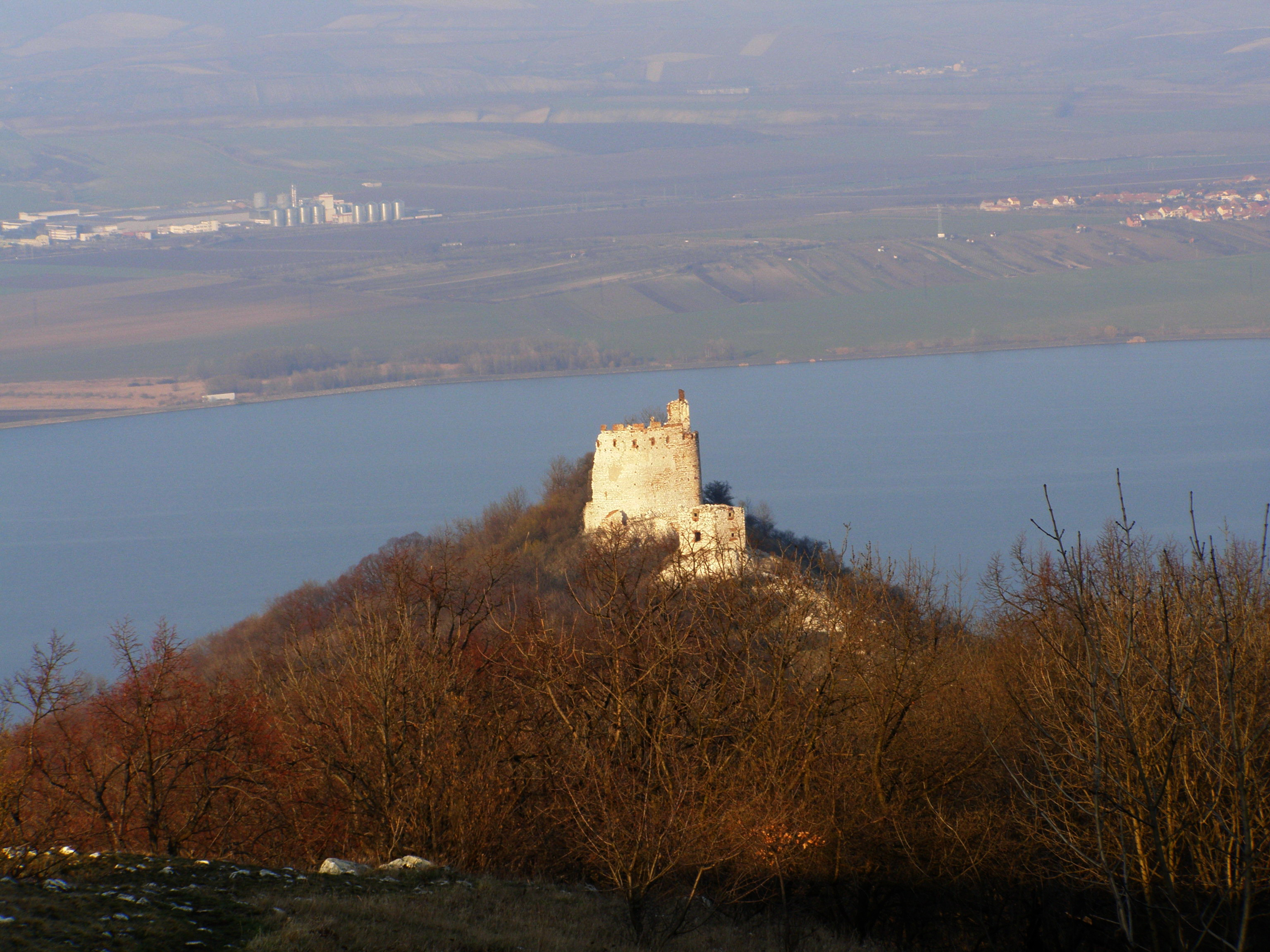
Děvičky
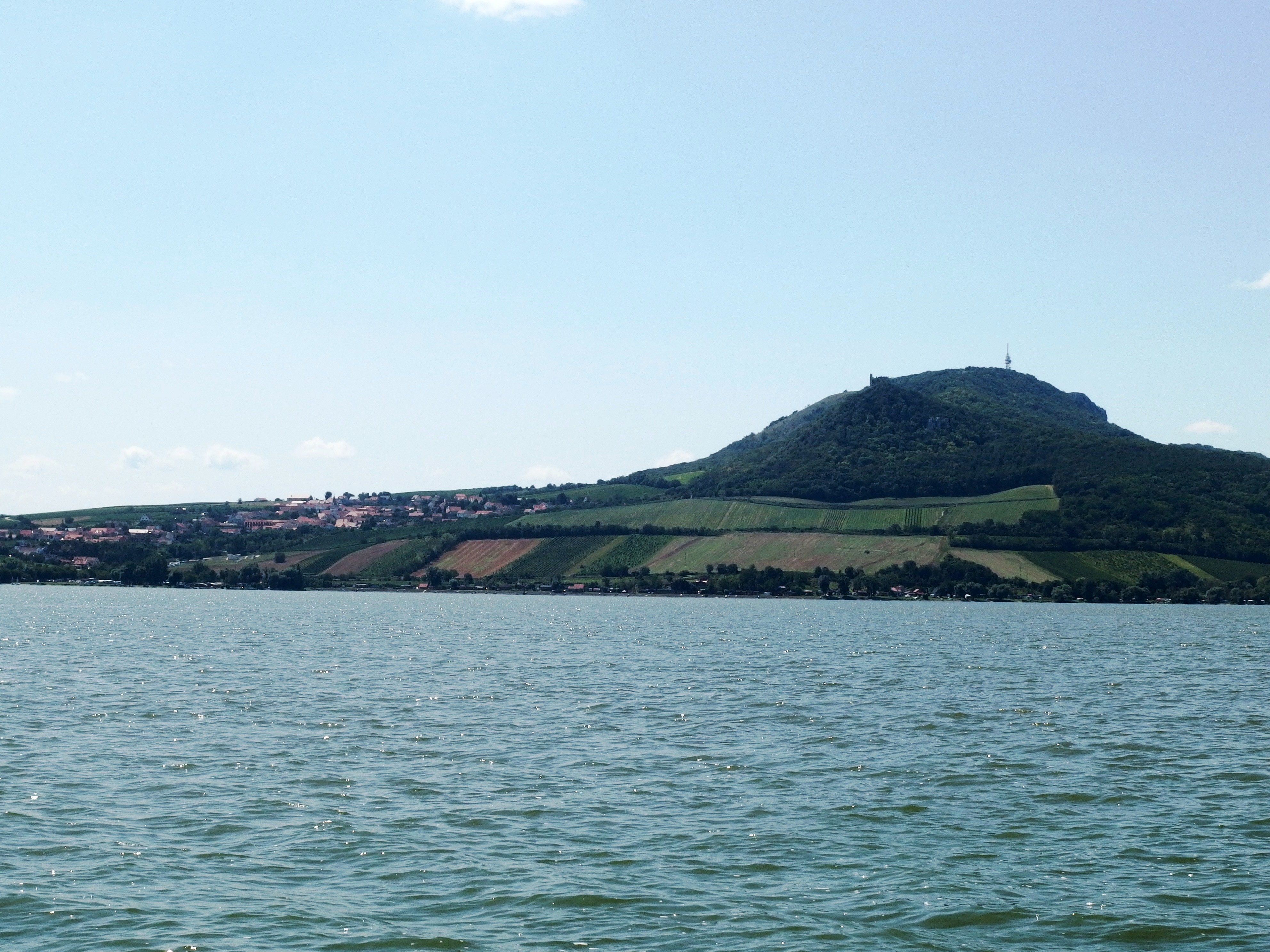
Pohled na Pavlov a Děvičky přes Novomlýnskou nádrž
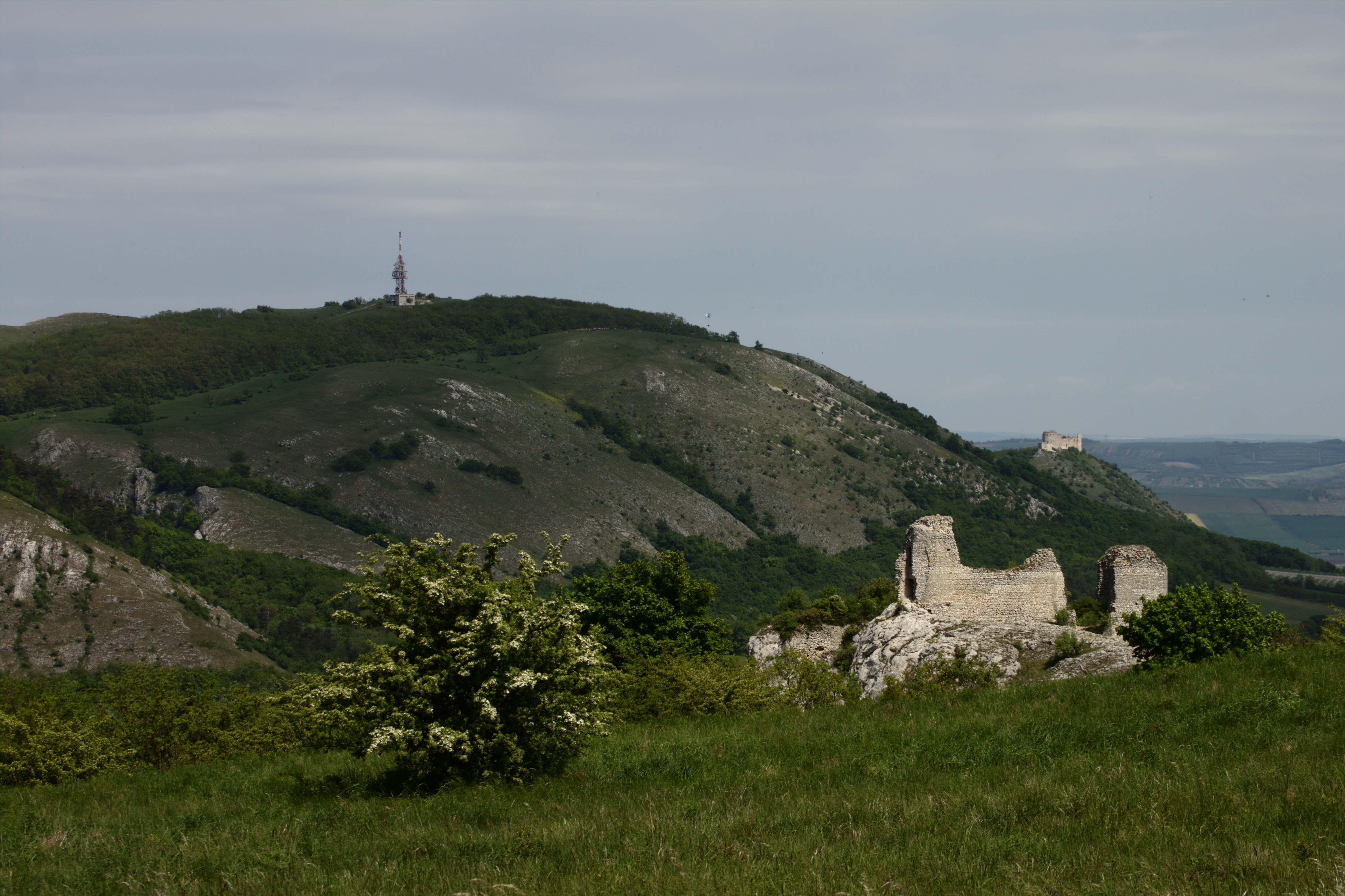
Pohled na Děvín ze Stolové hory, vpravo v popředí Sirotčí hrádek a v pozadí Děvičky
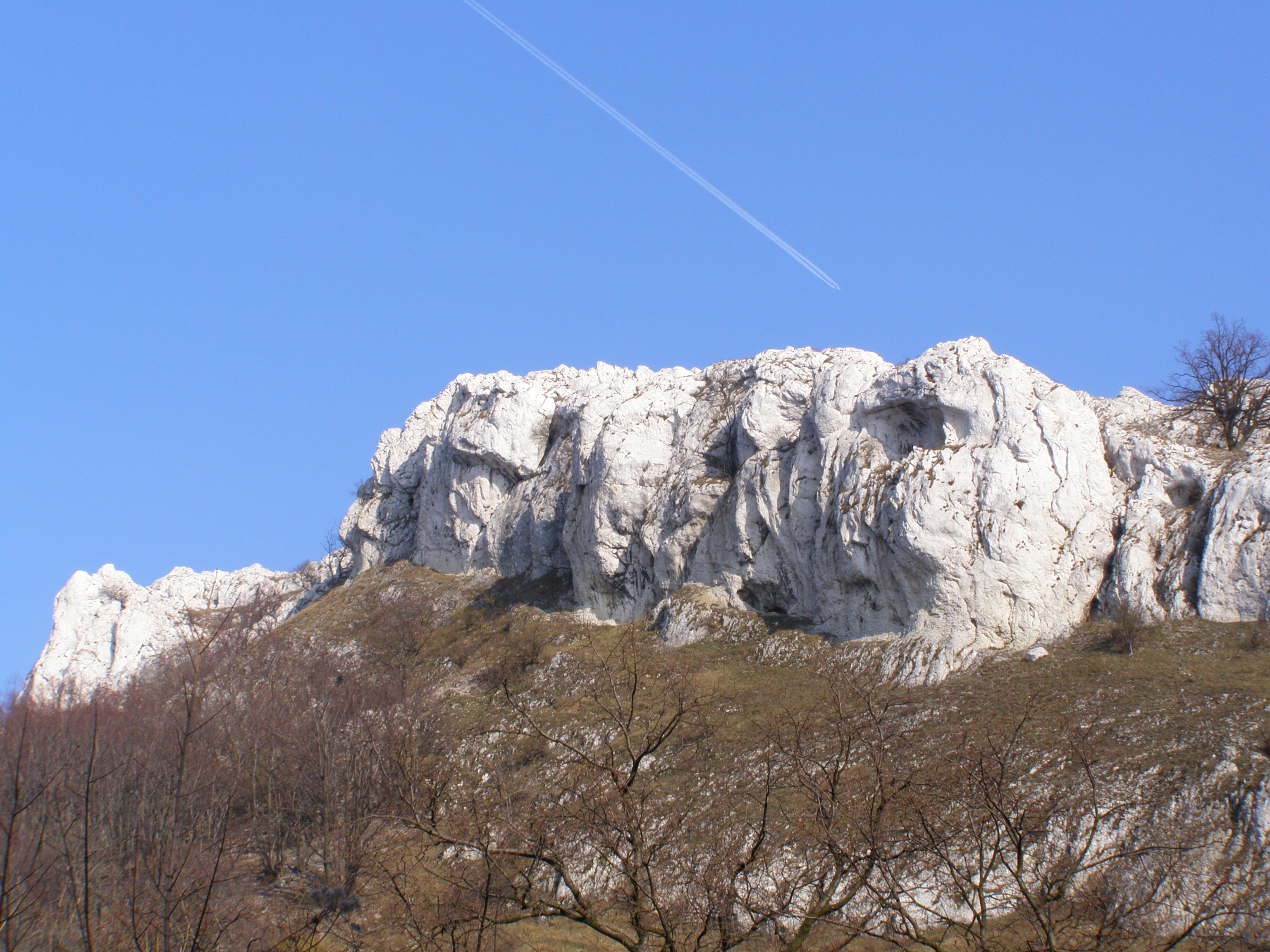
Skaliska Děvína v Soutěsce
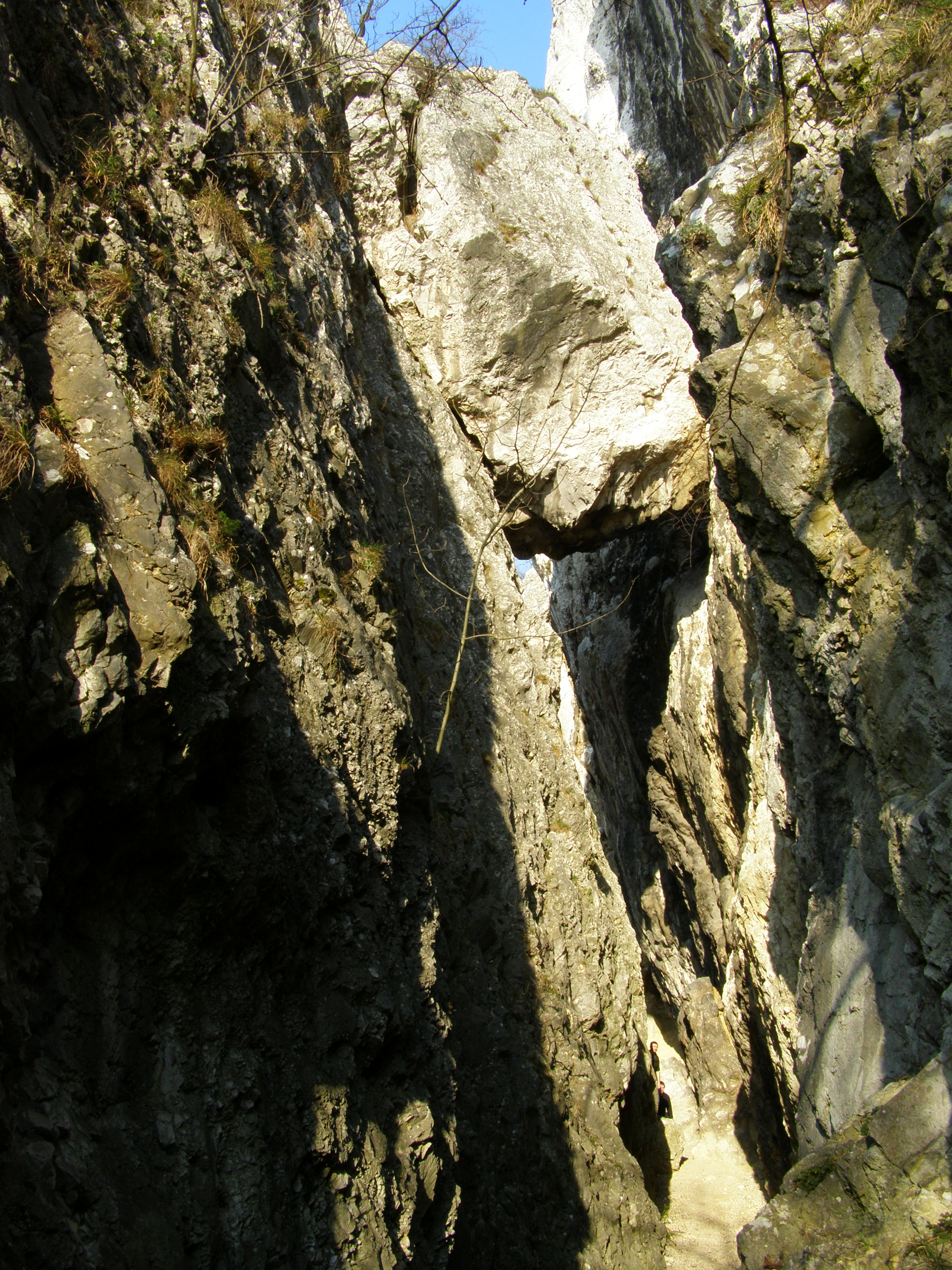
Skalní útvar Martinka v úbočí masivu Kotel
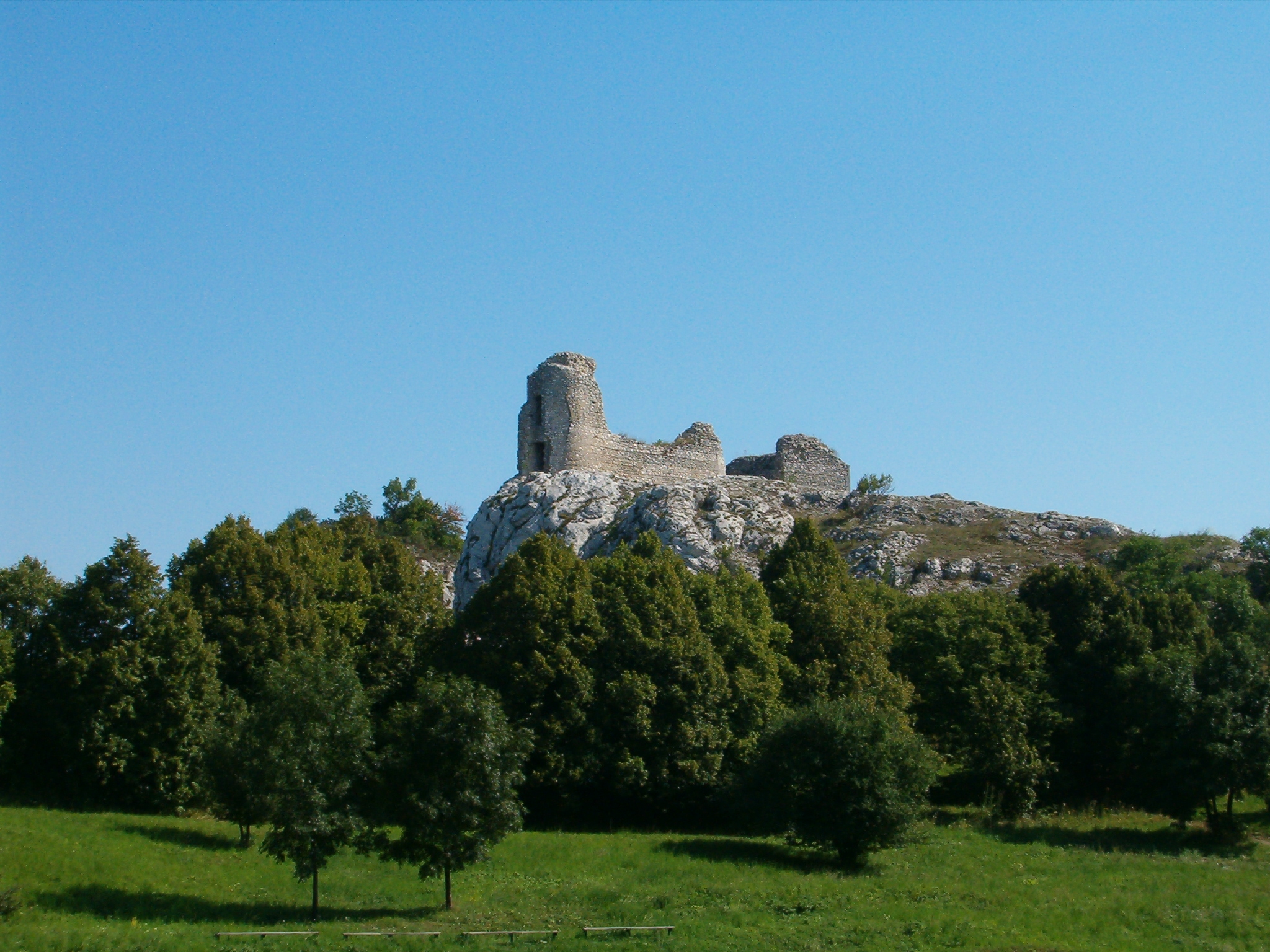
Sirotčí hrádek
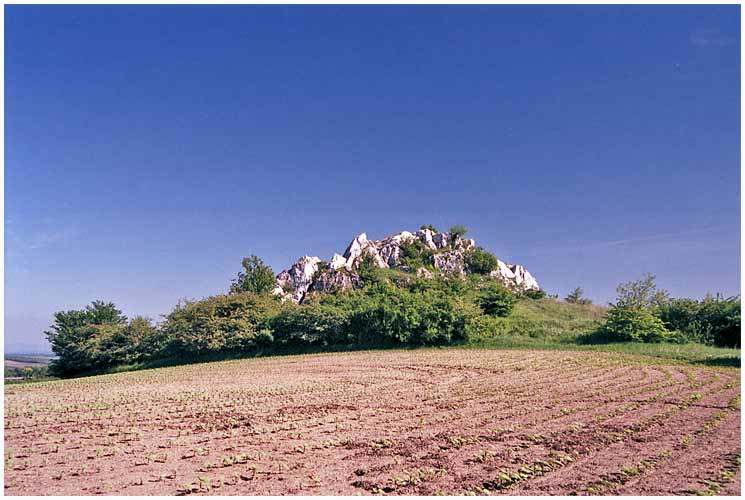
Kočičí skála
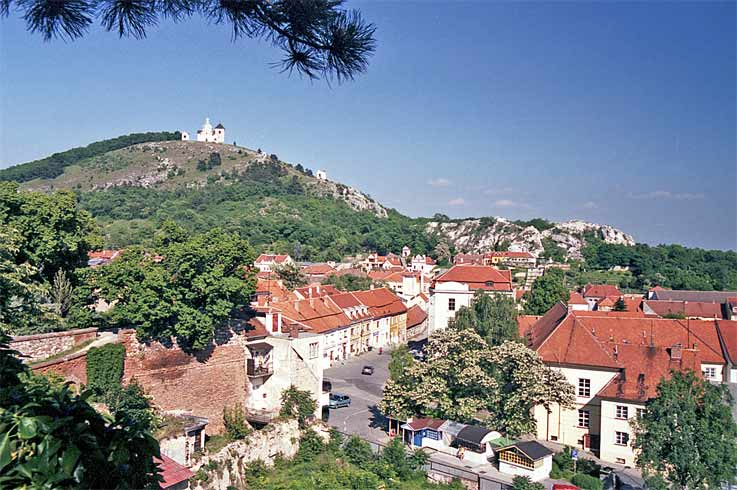
Svatý kopeček nad Mikulovem
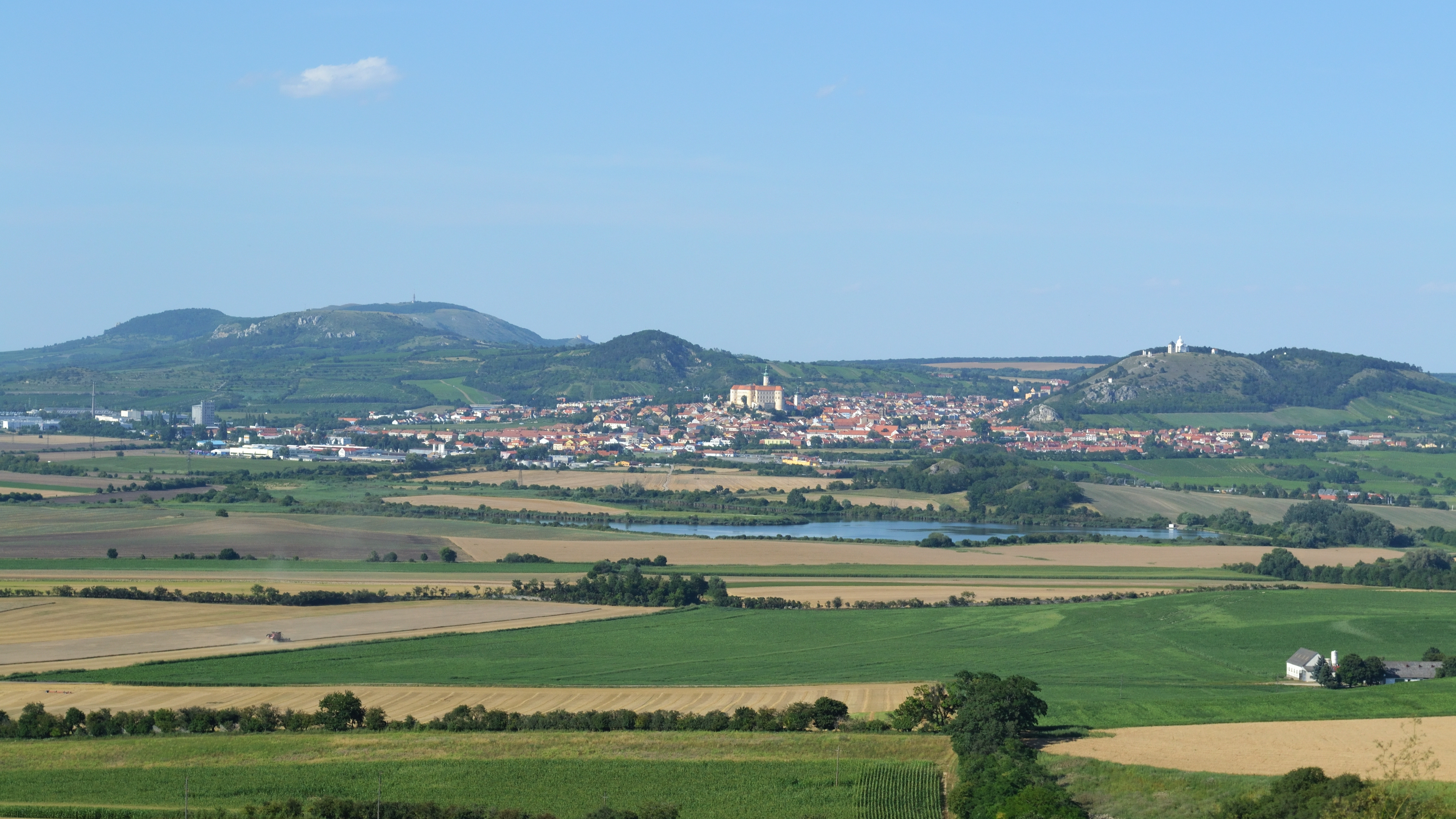
Mikulov a Pavlovské vrchy od jihu (pohled z Kreuzbergu v Rakousku)
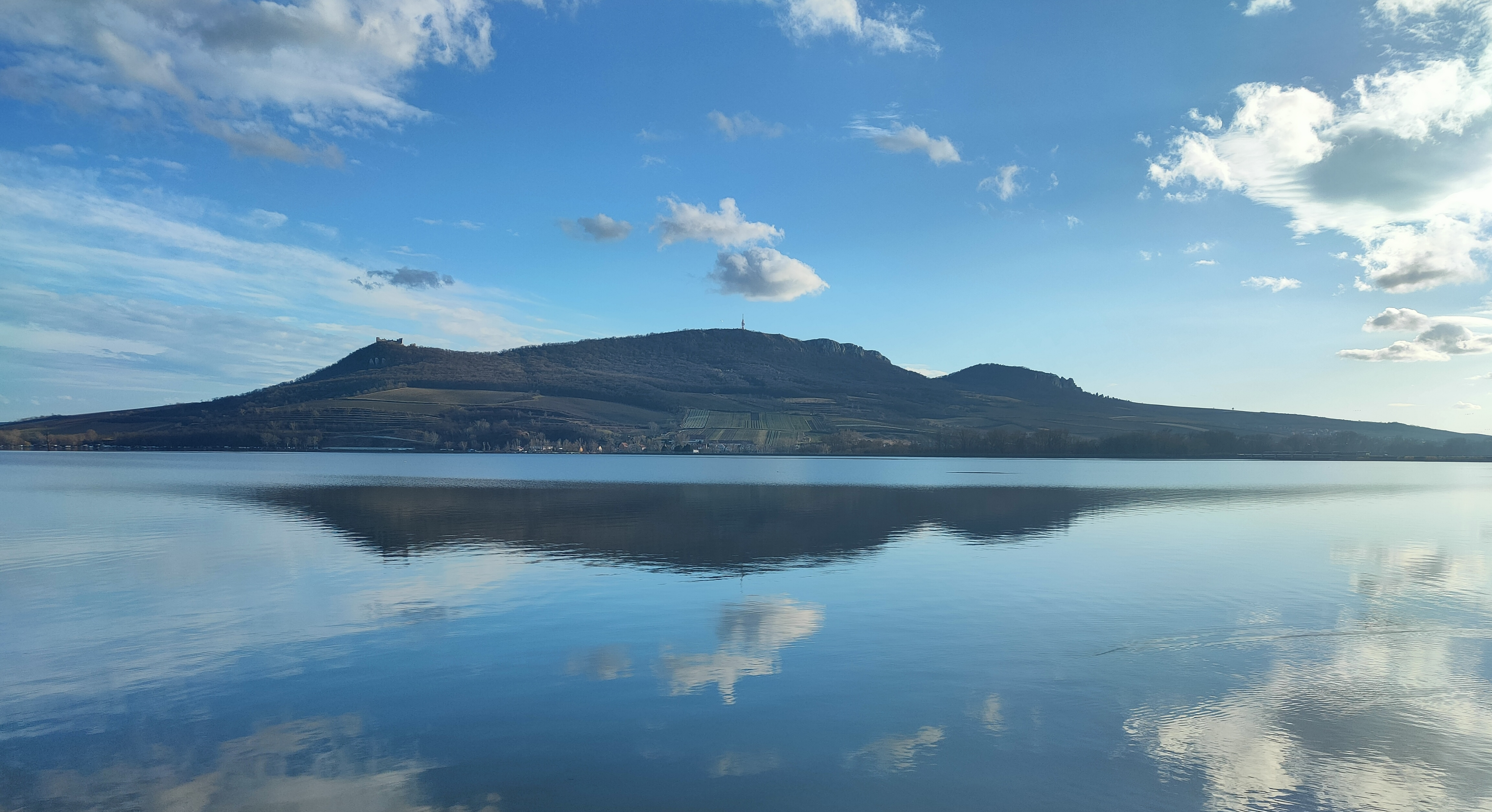
Pavlovské kopce od Strachotína